# Arctia obscurior
Arctia obscurior là một loài bướm đêm thuộc phân họ Arctiinae, họ Erebidae.